# Fiord d'Ilulissat
El fiord d'Ilulissat (en groenlandès: Ilulissat Kangerlua) és un fiord de la costa oest de Groenlàndia, que el 2004 va ser declarat Patrimoni de la Humanitat per la Unesco.

## Geografia
Situat just al sud de la ciutat d'Ilulissat (danès: Jakobshavn), el fiord gelat (groenlandès: Kangia) es troba a 250 quilòmetres al nord del límit del cercle polar àrtic, a la costa occidental de Groenlàndia. S'estén al llarg de més de 40 quilòmetres des de la capa de gel de Groenlàndia fins a la badia de Disko i té una amplària mitjana d'11 km. En el seu extrem oriental es troba la glacera Sermeq Kujalleq, la més productiva de l'Hemisferi Nord. La glacera flueix a un ritme de 20-35 m al dia, la qual cosa dona com a resultat al voltant de 20 mil milions de tones (35 km3) d'icebergs que es desprenen, el travessen i surten del fiord cada any.
Els icebergs que s'esquerden de la glacera són sovint tan grans (fins a un quilòmetre d'alt) que són massa llargs per poder surar i sortir del fiord, i es queden encallats al fons de les àrees menys profundes, a vegades durant anys, a causa que els sediments de la morrena fan que el fons del mar estigui amb prou feines a 200-225 m de la superfície, fins que són partits per la força d'altres masses de gel que avancen pel fiord. Després de fer-se trossos, els icebergs emergeixen en mar obert i inicialment viatgen al nord amb els corrents oceànics abans de girar cap a el sud i dirigir-se a l'oceà Atlàntic. Els icebergs més grans normalment no es fonen fins que no arriben als 40-45 graus nord (una mica més al sud que el Regne Unit i a la latitud de Nova York).
A causa de l'activitat de la glacera, el fiord és contínuament ple de gel i icebergs. La majoria dels despreniments es produeixen a l'estiu, quan enormes icebergs amb una grandària mitjana de 700 m (el 10-12% d'aquesta massa sobresurt per sobre del nivell del mar) s'esquerden de la vora de la glacera. Aquesta glacera proporciona entre el cinc i el deu per cent de l'aigua que Groenlàndia aboca al mar cada any.

## Canvis en els últims anys
Mentre que els mesuraments de la glacera en el període 1950-1999 mostren que es va mantenir estable, els mesuraments del període 2001-2007 van donar com a resultat que la llengua de la glacera havia retrocedit gairebé 10 km. Així mateix, un equip de la Universitat Tècnica de Dresden va registrar des del 2004 un augment en la velocitat del flux de la glacera, que ara arriba als 40 metres al dia.

## Patrimoni de la Humanitat
A causa de la seva gran grandària i la seva importància per a la recerca de les glaceres, una àrea de 40,240 hectàrees va ser declarada Patrimoni de la Humanitat de la Unesco al 2004. Gràcies al seu fàcil accés, el fiord i la glacera han permès grans avanços en la recerca de la formació de la capa de gel de Groenlàndia, el canvi climàtic i els processos geomorfològics relacionats.